# Días sin luna
Días sin luna (lit. Dias sem lua) é uma telenovela mexicana produzida pela Televisa e exibida entre 14 de maio e 31 de agosto de 1990, substituindo Simplemente María e sendo substituída por Angeles blancos.
Foi protagonizada por Angélica Aragón, Sergio Goyri e Gabriela Roel e antagonizada por Ofelia Guilmáin, Sylvia Pasquel,  Jorge Russek e Gaston Tusset.

## Enredo
Lúcia é uma mulher que sofre de uma doença crônica. Ela vive com seu tio Roger e sua atual esposa Laura, que odeia Lucia e por isso, esconde um passado humilde e disposto a revelar. Lucia tem qualidades artísticas: toca piano e canta. Mas por causa de sua doença e eventos traumáticos que ocorreu em sua infância sempre está deprimida e excluída. Andrew é um jovem professor que trabalha na escola onde Roger é o diretor, e Lúcia se apaixona por ele, mas Andrew tem outra namorada, Silvia uma jovem infeliz, que é completamente dominada por sua mãe possessiva, Carlota Parlange, uma mulher cruel e amarga que odeia a filha e faz sua vida miserável. Silvia, portanto, em meio a tanta infelicidade encontra consolo em Andrew. Enquanto isso, Carlota está disposta a fazer qualquer coisa para destruir a sua filha. Além de Alfonso, ela tem uma filha adotiva, Lorena, completamente oposta à de sua mãe, escondendo-se atrás de sua personalidade tímida. Ela se opõe a todos os males que planeja para sua mãe, mas não tem a coragem de enfrentá-la.

## Elenco
- Angélica Aragón .... Lucía Álvarez
- Sergio Goyri .... Andrés Monasterio
- Gabriela Roel .... Silvia Parlange
- Ofelia Guilmáin .... Carlota Parlange
- Silvia Pasquel .... Laura Santamaría
- Daniela Castro .... Lorena Parlange
- Jorge Russek .... Rogelio Santamaría
- Gaston Tusset .... Alfonso Parlange
- Lupita Sandoval .... Chayito
- Lucía Guilmáin .... Lourdes
- Juan Carlos Casasola .... Gastón Solís
- Mercedes Olea .... Sonia
- Maty Huitrón .... Magdalena
- Zaide Silvia Gutiérrez .... Irene
- Mario Iván Martínez .... Jaime
- Jair de Rubín .... Rodrigo Parlange
- Alejandro Gaitán .... Julio Monasterio
- Magda Giner .... Tere
- Patricia Bolaños .... Marcela
- Miriam Calderón .... Cirila
- John Pike .... Marcial
- Alicia Brug Alcocer .... Chelita
- David Rencoret .... Rodolfo
- Berenice Domínguez .... Estíbaliz

## Prêmios e indicações

### Prêmios TVyNovelas 1991
| Categoria                 | Indicado(a)      | Resultado |
| ------------------------- | ---------------- | --------- |
| Melhor telenovela         | Juan Osorio      | Indicado  |
| Melhor atriz protagonista | Angélica Aragón  | Indicado  |
| Melhor ator protagonista  | Sergio Goyri     | Indicado  |
| Melhor atriz principal    | Ofelia Guilmáin  | Venceu    |
| Melhor ator principal     | Jorge Russek     | Venceu    |
| Melhor atriz juvenil      | Daniela Castro   | Indicado  |
| Melhor atuação infantil   | Jair de Rubín    | Venceu    |
| Melhor atuação infantil   | Alejandro Gaytán | Indicado  |